# Стеро
Стеро (араб. ستيروح‎) — город на южном побережье Сокотры, Йемен. Относится к мудирии Хадибу.

## География
Находится на юге острова Сокотра. Высота над уровнем моря — 12 м.

### Климат
По Классификации климатов Кёппена, климат здесь определяется как BWh —  сухой климат с высокими температурами воздуха, испытывающими большие суточные колебания, и малым количеством атмосферных осадков. Температура здесь в среднем 24,7 °C. Среднегодовая норма осадков — 157 мм.